# Aimery Chat
Aimery Chat (en latin Chati), mort le 10 novembre 1390 à Limoges, est un prélat limousin, évêque de Volterra puis de Bologne en Italie, enfin évêque de Limoges.

## Biographie
Fils de Guichard Chat, chevalier, co-seigneur de Mansac (Corrèze), Aymeric est né au château familial de L'Âge-au-Chat (aujourd'hui La Jonchapt, Saint-Yrieix-la-Perche, Haute-Vienne).
Il est successivement évêque de Volterra (1359), évêque et gouverneur de Bologne (1361), évêque de Limoges (1371) et lieutenant pour le roi dans les diocèses de Limoges et Tulle et dans la vicomté de Limoges (1372).
Ses armes portent deux lions léopardés (métaux et émaux inconnus), armes différentes de celles que porteront les Chapt de Rastignac (d'azur au lion rampant d'argent couronné de gueules).